# Иванченко, Геннадий Иванович
Геннадий Иванович Иванченко (род. 30 июля 1946, Гжатск, Смоленская область) — советский тяжелоатлет, двукратный чемпион СССР (1970, 1971), двукратный чемпион Европы (1970, 1971), чемпион мира (1970), многократный рекордсмен мира в среднем весе. Заслуженный мастер спорта СССР (1970). Награждён орденом «Знак Почёта» (1970).

## Биография
Родился 30 июля 1946 года в городе Гжатск (Смоленская область). В юности увлекался гиревым спортом. В возрасте 17 лет поступил в рижское мореходное училище и переехал в Ригу, где начал заниматься тяжёлой атлетикой под руководством Михаила Фрайфельда.
Наиболее значимых успехов добивался на рубеже 1960-х и 1970-х годов. В 1970 году выиграл чемпионат СССР в Вильнюсе с новым мировым рекордом в троеборье (500 кг). После этого успеха был включён в состав сборной СССР и одержал уверенные победы на чемпионате Европы в Сомбатхее и чемпионате мира в Колумбусе, где ещё дважды улучшил мировой рекорд по сумме упражнений (502,5 и 505 кг). Установил 10 рекордов СССР, из которых 9 были рекордами Мира.
В 1971 году защитил титулы чемпиона страны и чемпиона Европы, однако из-за травмы плеча был вынужден отказаться от участия в чемпионате мира в Лиме. Длительное восстановление после этой травмы помешало своевременно выйти на пик формы и отобраться в состав советской сборной на Олимпийские игры в Мюнхене (1972).
В дальнейшем Геннадия Иванченко преследовали проблемы со здоровьем и сгонкой веса, которые не позволили ему вернуться на свой лучший уровень результатов. В 1979 году он завершил свою спортивную карьеру и занялся тренерской деятельностью в ВФСО «Динамо». Среди его наиболее известных учеников был чемпион СССР Андрей Раппопорт.